# Manuel Gamio
Manuel Gamio (Città del Messico, 2 marzo 1883 – Città del Messico, 16 luglio 1960) è stato un antropologo, archeologo e sociologo messicano e capo del movimento letterario noto come indigenismo.
Viene spesso considerato il padre degli studi antropologici moderni in Messico. Sviluppò un ottimo metodo per la classificazione dei cacciatori-raccoglitori dell'America centrale.

## Educazione
Gamio nacque a Città del Messico, dove studiò ingegneria presso la Scuola dei Minatori. All'età di 19 anni lasciò gli studi per lavorare nella piantagione di famiglia di piante della gomma, dove si uniscono gli stati di Oaxaca, Veracruz e Puebla. Qui apprese la lingua nahuatl dai lavoratori della piantagione, e coltivò un grande interesse per le culture indigene del Messico.
Tornò a studiare presso il Museo Nazionale sotto a Zélia Nuttall, che nel 1909 lo mandò a studiare da Franz Boas alla Columbia University.  Qui si guadagnò un dottorato. Da Boas apprese il caratteristico approccio culturale all'antropologia statunitense del XX secolo. Boas considerava Gamio uno dei suoi migliori studenti.

## Lavoro in Messico e Guatemala
Tornò in Messico nel 1910, e l'anno seguente fu tra i fondatori della Escuela Internacional de Arqueología y Etnología Americana di Città del Messico, con fondi ottenuti da Germania e Stati Uniti d'America. Tra gli altri fondatori vi furono Eduard Seler, Alfred Tozzer e Boas. Accadde durante la rivoluzione messicana, e si trattava quindi di un periodo difficile per l'istituzione di nuove strutture scientifiche. Gamio fu direttore della scuola dal 1916 al 1920, quando chiuse per mancanza di fondi.
Nel 1911 creò una serie di ceramiche sulla Valle del Messico basandosi su precedenti scavi stratografici avvenuti ad Azcapotzalco. Tra il 1913 ed il 1916 fu ispettore generale dei monumenti archeologici della Secretaría de Educación Pública. Organizzò campi di lavoro in vari posti della Valle del Messico, tra cui Copilco, Cuicuilco ed il Templo Mayor, Chalchihuites, Yucatán, Ecuador e Miraflores. Fu il primo scienziato investigatore ad esplorare Teotihuacan. Il risultato di queste operazioni fu il libro intitolato La población del valle de Teotihuacan, pubblicato nel 1922. Presentandosi come una revisione della sua tesi alla Columbia, questo lavoro è tuttora un'importante fonte etnografica della zona settentrionale dello stato del Messico. Produsse anche alcuni documentari. Stimò la popolazione massima di Teotihuacan in 300 000 abitanti. Criticò il censimento messicano per aver classificato gli indiani che parlavano spagnolo come bianchi, e quelli sposati con riti tradizionali come celibi o nubili.
Nel 1916 pubblicò l'importante libro Forjando patria: pro nacionalismo (Città del Messico, Libreria de Porrúa Hermanos), un trattato sull'assimilazione culturale degli indigeni messicani. Tra le altre opere in spagnolo si possono ricordare Hacia un México nuevo (1935) e Consideraciones sobre el problema del indigenismo (1948).
Nel 1920 esaminò le alture del Guatemala, nei pressi delle città di Quiche, Huehuetenango e Quetzaltenango, concentrandosi sugli stili di lavorazione della ceramica. A causa delle somiglianze tra ceramiche di Guatemala e Messico centrale, Gamio credeva che quest'ultima zona fosse la fonte originale della civiltà Maya. Ipotizzò che alcuni dei primi nativi del Messico centrale abbandonarono l'area in cerca di luogo libero da terremoti e vulcani.

## Lavori negli Stati Uniti
Nel 1925 emigrò negli Stati Uniti dopo aver denunciato la corruzione presente nel ministero messicano dell'educazione. Si concentrò sui soggetti della migrazione e del lavoro che avevano coinvolto i messicani negli Stati Uniti, per conto del Social Science Research Council di Washington. Gamio pubblicò due libri in inglese su questa ricerca: Mexican Immigration to the United States (1930) e The Mexican Immigrant: His Life Story (1931). Solo recentemente questi libri sono stati tradotti in spagnolo per poter essere utilizzati dai moderni antropologi e sociologi messicani.
Tornò in Messico nel 1930, dove ricoprì varie posizioni governative, condusse ricerche sociologiche e di antropologia applicata, e diresse l'Inter-American Indian Institute dalla sua fondazione nel 1942 alla morte giunta nel 1960.